# Ventosa (Alenquer)

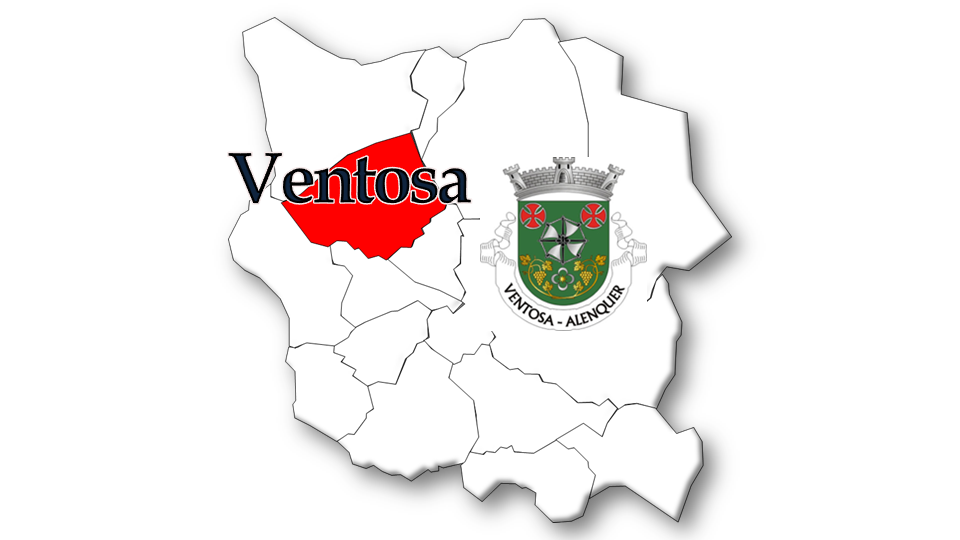
Localização da Freguesia de Ventosa no Município de Alenquer

A Freguesia de Ventosa é uma freguesia portuguesa do Município de Alenquer, com 22,21 km² de área e 2000 habitantes (censo de 2021), tendo, por isso, uma densidade populacional de 90 hab./km².
É constituída por doze lugares dispersos por colinas e encostas verdejantes ao longo dos seus dois mil hectares de vinhas povoados por numerosas quintas. Labrugeira, Penedos de Alenquer, Penafirme da Ventosa, Quentes, Atalaia, Cortegana, Penozinhos, Freixial de Cima, Vila Chã, Parreiras, Casais Galegos e Pousoa são os lugares que fazem parte da freguesia.
A sede da Junta de Freguesia está localizada na Cortegana.
A frescura e exuberância dos seus arvoredos e o pitoresco das suas paisagens levaram a considerá-la, no sítio da Cortegana, em fins do século XIX, "A Sintra do Alto Concelho".

## Demografia
A população registada nos censos foi:
| Distribuição da População por Grupos Etários | Distribuição da População por Grupos Etários | Distribuição da População por Grupos Etários | Distribuição da População por Grupos Etários | Distribuição da População por Grupos Etários |
| -------------------------------------------- | -------------------------------------------- | -------------------------------------------- | -------------------------------------------- | -------------------------------------------- |
| Ano                                          | 0-14 Anos                                    | 15-24 Anos                                   | 25-64 Anos                                   | > 65 Anos                                    |
| 2001                                         | 253                                          | 269                                          | 1126                                         | 569                                          |
| 2011                                         | 277                                          | 171                                          | 1132                                         | 593                                          |
| 2021                                         | 232                                          | 187                                          | 940                                          | 641                                          |

## Património
A Igreja de Nossa Senhora das Virtudes, Igreja Paroquial, encontra-se neste momento em ruínas, restam as paredes laterais, a parede frontal, a capela-mor em estado avançado de degradação, a torre sineira e a pia batismal de formato oitavado com arestas lisas. Existem lajes tumulares com inscrições, uma das quais brasonada.
- Igreja de Nossa Senhora da Saúde
- Capela do Espírito Santo
- Capela de Santo António
- Capela de São José
- Capela de São Gonçalo
- Capela de Santa Isabel
- Capela de Nossa Senhora da Salvação
- Capela de São Jorge
- Cruzeiros
- Casa João de Deus
- Fontanário de Atalaia
- Quinta do Rossio
- Quinta do Porto Franco
- Quinta do Vale da Gama
- Quinta da Bichinha
- Quinta do Coelho

## Política
A freguesia da Ventosa é administrada por uma junta de freguesia, liderada por Jorge Humberto Feliciano Brito, eleito nas eleições autárquicas de 2009 pelo Partido Socialista. Existe uma assembleia de freguesia, que é o órgão deliberativo, constituída por 9 membros.
O partido mais representado na Assembleia de Freguesia é o PS com 7 membros (maioria absoluta), seguida da Coligação Pela Nossa Terra (PSD/CDS-PP/PPM/MPT) com 2. Esta assembleia elegeu os 2 vogais da Junta de Freguesia (neste caso, o secretário e o tesoureiro). O presidente da Assembleia de Freguesia é Manuel Vidicas Santa Rita.
| Assembleia de Freguesia | PS | PSD/CDS-PP/PPM/MPT |
| 2009                    | 7  | 2                  |
| 2013                    |    |                    |
| 2017                    |    |                    |